# Tim Gredley
Tim Gredley (* 12. Januar 1986) ist ein britischer Springreiter.
Tim Gradley wuchs als Sohn des Unternehmers Bill Gredley in einer pferdebegeisterten Familie auf. Im Alter von sechs Jahren begann er zu reiten. Ursprünglich wollte Gredley Jockey werden, aufgrund seiner Größe widmete er sich allerdings dem Springsport. Bei den Junioren-Europameisterschaften in Vilamoura im Jahr 2004 gewann er mit dem Team die Gold- und im Einzel die Silbermedaille. Nach diesem Erfolg wurde er erstmals für einen Nationenpreis der Reiter/Senioren nominiert.
Ein Jahr darauf belegte er bei den Europameisterschaften der Jungen Reiter in Schaffhausen mit dem Team den vierten und im Einzel den fünften Rang. Nach zwei weiteren Nationenpreisteilnahmen wurde er im Jahr 2005 für die Mannschaft des Samsung-Super-League-Finales nominiert.
Im Jahr 2006 nahm Gredley neben weiteren Nationenpreisen auch an Großen Preis von Aachen teil. Hierauf folgte die Nominierung für die Teilnahme an den Weltreiterspielen 2006. Nach den Weltreiterspielen verletzten sich seine besten Pferde, Omelli und Fabriana und fielen verletzungsbedingt ein Jahr aus. In dieser Zeit konzentrierte er sich auf die Ausbildung junger Pferde.
Im Jahr 2008 konzentrierte er sich neben mehreren Nationenpreisteilnahmen überwiegend auf Turniere der Global Champions Tour (GCT). Beim Finale dieser Turnierserie erreichte er mit Omelli den 5. Platz und somit ein Preisgeld von 57.000 €. Zum Saisonabschluss gewann er zudem die letzte Wertungsprüfung der Riders Tour, den Großen Preis von München.
Im Jahr 2009 bestritt er bereits deutlich weniger internationale Turniere als in den Vorjahren, in Hickstead bestritt er seinen letzten Nationenpreis. Im August 2010 beendete er seine Reitsportkarriere um in der Firma seines Vaters zu arbeiten, seine Pferde werden seitdem von Robert Whitaker geritten.
Anfang des Jahres 2012 beschloss er, wieder an Reitturnieren teilzunehmen. Dazu holte er sich seine Pferde wieder ein seinem Stall, zudem erwarb er Chamberlain Z, der bisher von David McPherson geritten wurde.
Gredley ist seit Februar 2018 mit der irischen Sportmoderatorin und Springreiterin Rachel Wyse verlobt.

## Pferde

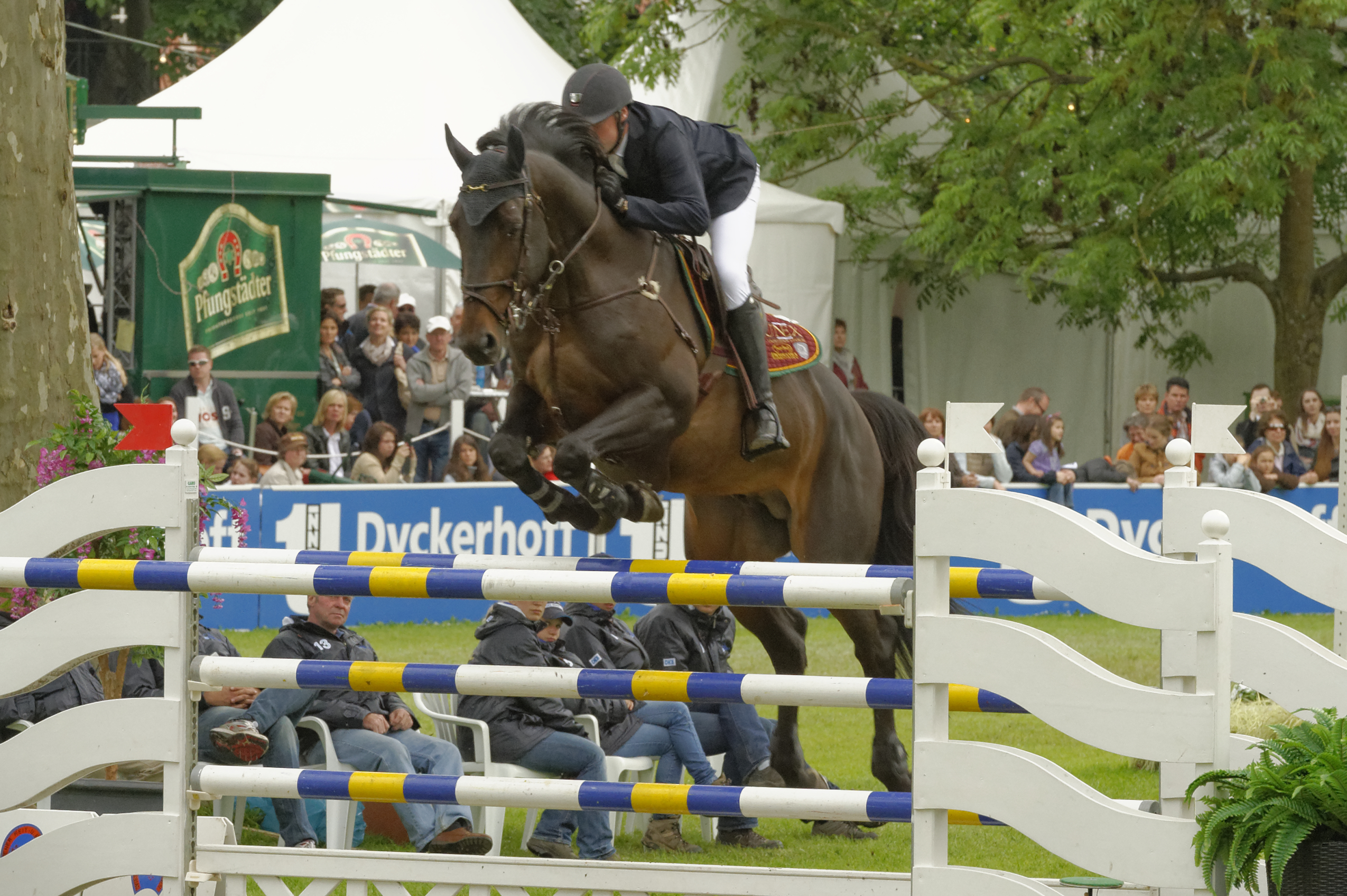
Tim Gredley auf Omega Star beim Internationalen PfingstTurnier Wiesbaden 2013

- Omelli (* 1996, Hengst, Brauner, Vater: Burggraf, Muttervater: Kelly, Besitzer: Tim Gredley), August 2010 bis Ende 2011 von Robert Whitaker geritten.
- Cleopatra VI (* 2002, Stute, Fuchs, Vater: Skippy II, Besitzer: Tim Gredley), August 2010 bis Ende 2011 von Robert Whitaker geritten.
- Varmisch (* 2002, Stute, Braune, Vater: Hattrick, Muttervater: Larmisch, Besitzer: Tim Gredley), August 2010 bis Ende 2011 von Robert Whitaker geritten.
- B F Utopia (* 1996, Hengst, Brauner, Vater: Lord Z, Besitzer: Gredley), August 2010 bis Ende 2011 von Robert Whitaker geritten.
- Fabriana
- Unex Omega Star

## Erfolge
2009:
- CSI 5* Estoril, Großer Preis (GCT-Wertungsprüfung):  Platz 5 mit Omelli
- CSI 3* Vejer de la Frontera (Sunshine Tour): Platz 2 im Großen Preis mit Fabriana

2008:
- CSI 4* München, Großer Preis (Riders Tour-Prüfung): Platz 1 mit Omelli
- CSI 5* São Paulo, Global Champions Tour-Finale: Platz 5 mit Omelli
- CSIO 5* Spruce Meadows (Calgary), Großer Preis: Platz 6 mit Omelli
- CSIO 5* Dublin, Nationenpreis: 1. Platz mit Omelli
- CSI 5* Monte Carlo, Großer Preis (GCT-Wertungsprüfung):  Platz 7 mit Omelli
- CSI 5* Cannes, Großer Preis (GCT-Wertungsprüfung):  Platz 4 mit Omelli
- CSIO 5* Lissabon, Großer Preis: Platz 4 mit Timo
- CSIO 5* Lissabon, Nationenpreis: Platz 1 mit Timo
- CSI 3* Vejer de la Frontera (Sunshine Tour): Platz 1 im Großen Preis mit Fabriana

2006:
- Weltreiterspiele 2006, Aachen: Platz 45 in der Einzelwertung und Platz 9 in der Mannschaftswertung mit Omelli
- CSIO 5* Barcelona, Nationenpreis (Finale Samsung Super League): Platz 7 mit Omelli
- CSIO 5* Rom, Nationenpreis: Platz 2 mit Omelli
- CSIO 5* Aachen, Nationenpreis: Platz 3 mit Omelli

2005:
- CSIO 5* Barcelona, Nationenpreis (Finale Samsung Super League): Platz 6 mit Omelli
- CSIO 4*-W Kecskemét, Großer Preis: Platz 4 mit Omelli
- CSIO 4* Kopenhagen, Nationenpreis: Platz 4 mit Fabriana
- CSI 3* Leeuwarden, Großer Preis: Platz 1 mit Omelli

2004:
- CSIO 4*-W Poděbrady, Nationenpreis: Platz 3 mit Omelli